# رسالة عيد الميلاد الملكية

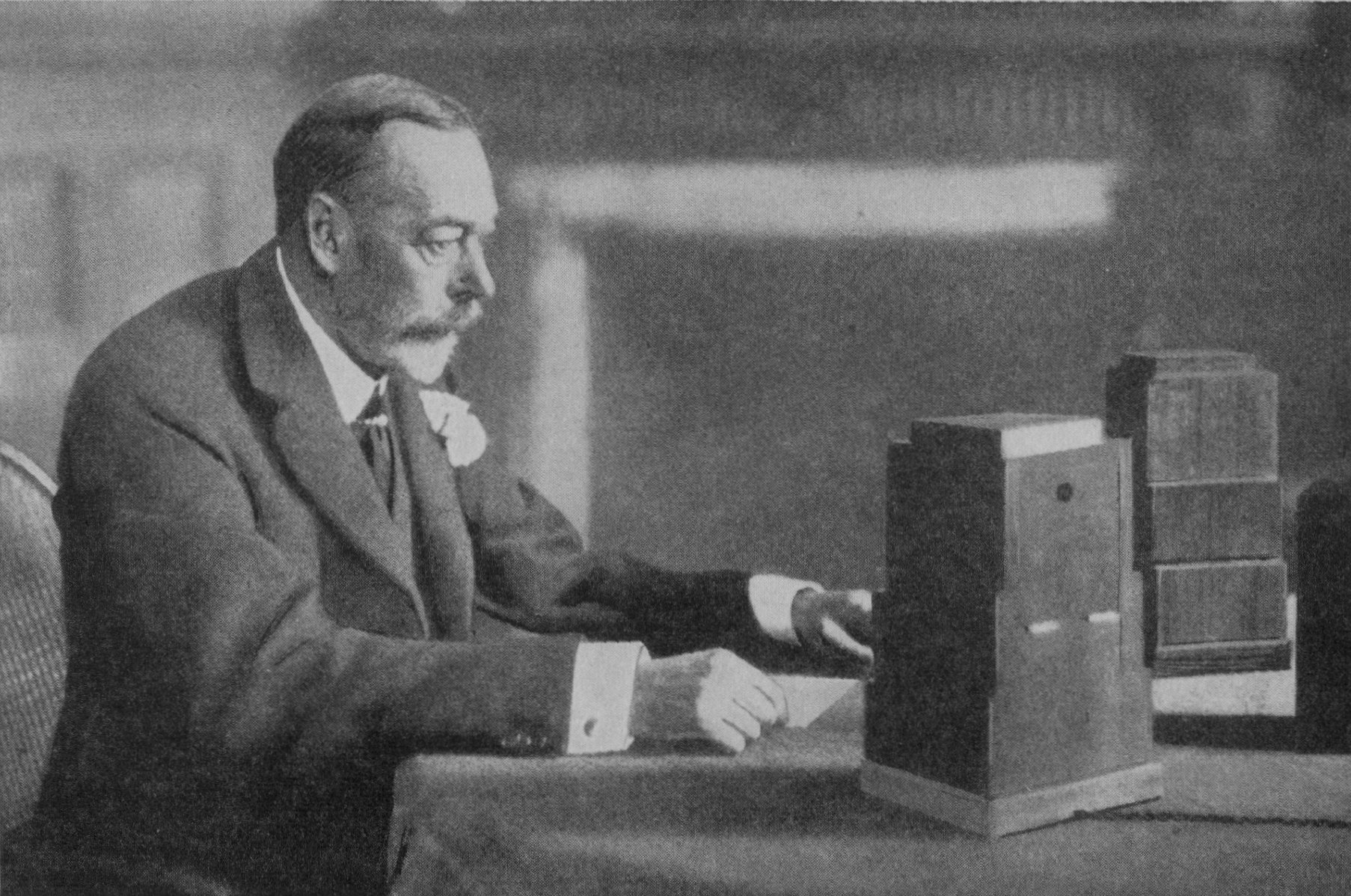
الملك جورج الخامس يلقى رسالة عيد الميلاد عام 1934.

رسالة عيد الميلاد الملكة (بالإنجليزية:Royal Christmas Message) هي رسالة بث مباشرة تقوم عدة وسائل إعلاميه بنقلها وتقدمها ملكة بريطانيا اليزابيث الثانية في كل عام في عيد ميلاد .

## تاريخ الرسالة
تعود الرسالة الأولى للعائلة المالكة في عيد الميلاد إلى سنة 1932 وألقاها جد الملكة اليزابيث الملك جورج الخامس وكتبها روديارد كبلنج وألقت ألقت الملكة اليزابيث رسالة عيد الميلاد لأول مرة في 1952 وبات الأمر تقليدًا سنويًا.